# 안드레아 디아코누
안드레아 디아코누(Andreea Diaconu, 1991년 3월 28일 ~ )는 루마니아의 모델이다.